# Ouémélo
Ouémélo est une localité du Nord de la Côte d'Ivoire et appartenant au département de Boundiali, Région des Savanes. Elle se situe au nord de Boundiali, en direction de Kouto.